# Jan Křtitel Vladimír Franze
Jan Křtitel Vladimír Franze, O.Praem. (* 22. února 1946, Vyškov - 29. listopad 2021 Stará Boleslav) byl emeritní opat kláštera premonstrátů v Teplé.

## Život
Kněžské svěcení přijal 21. června 1975. Jako duchovní působil mj. v letech 1978 až 1985 v Konstantinových Lázních.
V tepelském klášteře původně vykonával funkci novicmistra. V roce 1992 rezignoval dosavadní tepelský opat Heřman Josef Tyl (v následujícím roce pak zemřel). Z opatské volby jako Tylův nástupce, pak vzešel Jan Křtitel Vladimír Franze v roce 1993, avšak po několika měsících v úřadu rezignoval. Tepelský klášter následně začali spravovat administrátoři. Nový tepelský opat byl zvolen až po osmnácti letech, 8. října 2011.
Emeritní opat Franze byl poté do 1. srpna 2000 farářem ve městě Teplá, odtud následně přešel jako farář do Konstantinových Lázní. Od 1. února 2012 působil jako kaplan Domova sv. Karla Boromejského v Praze-Řepích. V roce 2020 odešel na odpočinek do kněžského domova sv. Václava ve Staré Boleslavi.
J.M. P. Jan Křtitel Vladimír Franze zemřel 29. listopadu 2021. Jeho ostatky jsou uloženy na klášterním hřbitově tepelského kláštera.